# Mona (Insel)
Mona (spanisch Isla de Mona) ist eine unbewohnte Insel im Karibischen Meer, die zu Puerto Rico gehört.

## Geographie
Die Insel liegt 66 Kilometer westlich der Hauptinsel Puerto Rico und gut 61 Kilometer östlich der Insel Hispaniola in der Mona-Passage. Mona hat eine Größe von knapp 57 km² und besitzt eine annähernd kreisrunde Form. Fünf Kilometer nordwestlich von Mona liegt die deutlich kleinere Nachbarinsel Monito. Zusammen mit dieser gehört sie zur puerto-ricanischen Gemeinde Mayagüez. Die beiden Inseln bilden den Stadtbezirk (barrio) Isla de Mona e Islote Monito. Dies ist der flächenmäßig größte und einzige unbewohnte Stadtbezirk von Mayagüez.
Die Insel wird größtenteils von einem flachen Plateau, das mit Felsklippen zum Meer hin abfällt, gebildet. Die größte Höhe von über 90 Metern wird im Nordwesten, einen Kilometer landeinwärts (südlich) von Cabo Noroeste erreicht. Der Kalkstein wird von zahlreichen Karsthöhlen durchzogen. Dadurch fließt Oberflächenwasser schnell ab, was zu einem ariden Klima führt.
Die Landschaft besteht im Wesentlichen aus vier Typen:
| Vegetationstyp | Fläche km² |
| -------------- | ---------- |
| Kaktus         | 11.27      |
| Hochlandwälder | 40.28      |
| Feuchtwald     | 1.47       |
| Küstenwald     | 3.77       |
| Mona insgesamt | 56.79      |

An einigen Buchten haben sich Sandstrände gebildet. 
Heute ist die Insel ein Naturschutzgebiet („Mona Island Natural Reserve“) und wird von Tagestouristen besucht, von denen sich maximal 70 gleichzeitig auf der Insel aufhalten dürfen.

## Geschichte
Es wird angenommen, dass die Insel ursprünglich von den Arawak besiedelt wurde. Die ältesten gefundenen Steinwerkzeuge sind etwa 5000 Jahre alt. Sehr viel später sollen die Taíno ebenfalls auf der Insel gesiedelt haben.
Am 19. November 1493 wurde die Insel von Christoph Kolumbus auf seiner zweiten Reise für Europa entdeckt, welche nach dem Taíno-Namen der Insel, Ámona, benannt wurde. 1502 wurde Nicolás de Ovando zusammen mit 2000 Siedlern nach Mona gesandt, um von dort die Revolten der Einheimischen auf Hispaniola zu beobachten. Auf Grund der geringen Inselgröße kam es zu Hungersnöten, da die Insel die Siedlermenge nicht ernähren konnte und nur unregelmäßig von außen Nahrungslieferungen eintrafen.
1508 besuchte Juan Ponce de León, der Gouverneur von Puerto Rico, mehrfach die Insel, um von den Taíno Nahrungsmittel einzusammeln. Zwischen ihm und Ferdinand II. von Aragón entwickelte sich 1509 eine Rivalität, da beide die Insel als privaten Besitz beanspruchten. 1515 ging der Gebietsanspruch schließlich an Ferdinand II.
Seitdem entwickelte sich die Insel zu einem wichtigen Handelsknoten zwischen Spanien und Lateinamerika als auch zur bedeutenden Zwischenstation bei der Verschiffung von Sklaven. Den auf der Insel lebenden Taíno stellte Ferdinand II. zur Wahl, ob sie entweder als Fischer und Landarbeiter oder als Minenarbeiter bei der Förderung von Guano und Mineralien arbeiten wollten. Die meisten entschieden sich für die erste Option und konnten damit sowohl der sehr schweren Minenarbeit als auch der Zahlung von Steuern entgehen. Da dennoch Arbeitskräfte für die Bergwerksarbeit nötig waren, wurden Bewohner anderer Inseln nach Mona gebracht – teils freiwillig, teils unter Zwang.
1516 ging der Inselbesitz an Kardinal Cisneros über und 1520 an Francisco de Barrionuevo. Als 1524 Bischof Alonso Manso Interesse an den Reichtümern von Barrionuevo und anderen bekam, klagte er diese an. Sie gingen zusammen mit zahlreichen Taíno nach Südamerika ins Exil und ließen die Insel weitgehend als Ödland zurück.
Ab 1522 besuchten Schiffe der anderen Seemächte England, Frankreich und Niederlande die Insel, um ihre Vorräte aufzufüllen. Außerdem war sie wiederholt die Basis von Piraten, welche von hier aus spanische Galeonen kaperten.
1561 wurde bei einer Audienz in Santo Domingo vorgeschlagen, Mona zu einem Teil der dortigen spanischen Kolonie zu machen. Dieses wurde jedoch abgelehnt und die Insel blieb ein Teil von Puerto Rico. 1583 erhielt der spanische Erzbischof von Puerto Rico die Erlaubnis, die wenigen verbliebenen Indigenen zu christianisieren. Da die meisten verbliebenen Taíno inzwischen entweder verstorben, von Seefahrern getötet oder geflohen waren, blieb die Insel vom Ende des 16. Jahrhunderts bis zur Mitte des 19. Jahrhunderts jedoch praktisch unbewohnt und wurde von den Kolonialbehörden kaum beachtet.
Mitte des 19. Jahrhunderts begann der kommerzielle Abbau des Fledermausguano, welcher bis 1927 andauerte.
Mit dem Vertrag von Paris wurde 1898 Mona zusammen mit dem Rest von Puerto Rico an die USA übertragen. 1900 wurde der von Gustave Eiffel entworfene Leuchtturm in Betrieb genommen, welcher bis 1976 in Betrieb blieb.
Am 22. Dezember 1919 wurde die Insel zum Insular Forest of Puerto Rico erklärt und damit erstmals unter Schutz gestellt.
Während der Prohibition war die Insel ein Stützpunkt von Schmugglern, so wurde 1923 Alkohol im Wert von 75.000 US-Dollar in einer Höhle entdeckt.
Im Zweiten Weltkrieg beschoss 1942 ein deutsches U-Boot die Südküste der Insel, was einer von wenigen deutschen Angriffen in der Karibik war. Von 1945 bis 1955 wurde die Insel an die U.S. Air Force als Übungsplatz vermietet.
Nachdem Mona seit 1941 von Campern und als Basis für Jagd- und Angelausflüge genutzt wurde, wurde 1960 erstmals ein kleiner Rangerposten eröffnet, um die Insel im Auftrag des Puerto Rico Department of Natural and Environmental Resources zu beobachten. Als 1972 die Forderungen nach einer wirtschaftlichen Entwicklung der Insel lauter wurden, sandte die Regierung Wissenschaftler auf die Insel, um sie genau untersuchen zu lassen. Es entstand ein zweibändiger Bericht über die Natur, historische Stätten und vorhandene Ressourcen. Bald darauf entstanden Pläne, die Insel zu einem Tiefwasserhafen für das Umladen von Supertankern auf kleinere, küstentaugliche Öltanker auszubauen. Dieser Plan wurde jedoch nie umgesetzt.
In den letzten Jahren versuchten wiederholt Flüchtlinge aus Kuba, der Dominikanischen Republik, aber auch China, den Philippinen und Nordkorea, die Insel als Zwischenstation zur Flucht nach Puerto Rico und damit in die USA zu nutzen. Viele wurden und werden gefasst und umgehend deportiert, auf Grund der Küstenstruktur und des trockenen Inselklimas kommt es dabei aber immer wieder zu Todesopfern.

## Infrastruktur

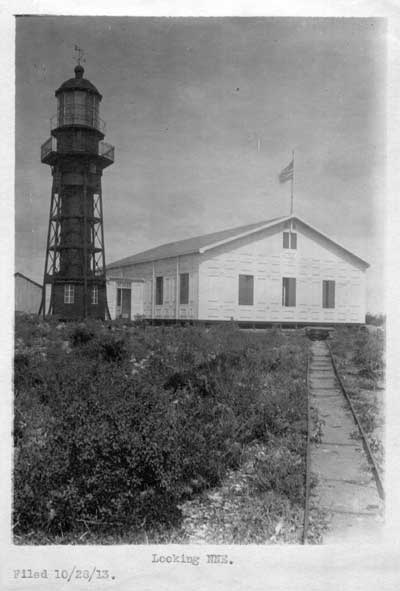
Mona Island Railway vor dem Leuchtturm, ca. 1913

Auf der Insel befinden sich 6 bewohnbare Häuser, welche ausschließlich von dort stationierten Rangern bewohnt werden.
Im Südwesten der Insel befindet sich eine FAA-zertifizierte Landebahn, welche nur über eine Sandpiste verfügt. Privatflugzeuge benötigen für die Landung eine Sondergenehmigung.
Die meisten Besucher werden mit kleinen Yachten auf die Insel gebracht, allerdings gibt es keinen befestigten Landesteg.
Früher führte die von einem Esel gezogene Mona Island Railway vom Strand zum Leuchtturm.